# TOMOHISA YAMASHITA ARENA TOUR 2023 -Sweet Vision-
『TOMOHISA YAMASHITA ARENA TOUR 2023 -Sweet Vision-』（ヤマシタ トモヒサ アリーナ ツアー 2023 スウィート ヴィジョン）は、山下智久の5作目のライブ映像作品。2024年5月22日にLabel9から発売された。

## 解説
2023年8月・9月に行われた、約5年ぶりのツアー。また、ジャニーズ事務所退所後、初のツアーでもある。
一般流通の通常盤（Blu-ray・DVD）と、完全限定生産となるファンクラブ限定盤（Blu-ray・DVD）の全4形態で発売。通常盤は、本編ディスクに加えて12pフォトブックとスリーブケースが付属。ファンクラブ限定盤は、本編ディスクと特典映像ディスクの2枚組、ファンクラブ限定盤豪華40pフォトブックとスリーブケース仕様の豪華パッケージ。
本編は、アルバム『Sweet Vision』収録曲を中心に、ジャニーズ事務所時代の楽曲やカバー曲など、全22曲をMCも含め収録。2023年9月にhuluにて独占配信された際に権利の関係上カットとなっていた楽曲も収録されている。ファンクラブ限定盤に付属の特典ディスクには、ツアードキュメント映像を収録。

## 収録曲

### DISC 1 (全形態共通）
1. Anima
2. A Million Suns
3. 抱いてセニョリータ
4. Loveless
5. You Make Me
6. Dancing in a Dream
7. Sweet Vision
8. Face To Face
9. YOUR STEP
10. PARTY DON'T STOP
11. 明日晴れるかな
山下主演 2007年放送フジテレビ系列ドラマ『プロポーズ大作戦』主題歌のカバー。
12. HANABI
山下主演 2008年〜2017年放送フジテレビ系列ドラマ及び劇場版『コード・ブルー -ドクターヘリ緊急救命-』シリーズの主題歌のカバー。
13. I See You
14. Forever in My Heart
15. Sunrise
16. Vision
17. CHANGE
リリースから約4年にしてコンサート初披露となった。
18. One in a million
19. Beautiful World
20. ONE
21. 愛、テキサス
22. SUMMER NUDE '13

### DISC 2 (FC限定盤）
1. ツアードキュメント映像